# Chłodnia w Cieszkowie
Chłodnia w Cieszkowie este o arie protejată (arie specială de conservare — SAC, sit de importanță comunitară — SCI) din Polonia întinsă pe o suprafață de 18,54 ha, integral pe uscat.

## Localizare
Centrul sitului Chłodnia w Cieszkowie este situat la coordonatele 51°37′17″N 17°22′04″E / 51.6214°N 17.3678°E.

## Înființare
Situl Chłodnia w Cieszkowie a fost declarat sit de importanță comunitară în aprilie 2004 pentru a proteja 2 specii de animale. Situl a fost protejat și ca arie specială de conservare în decembrie 2016.

## Biodiversitate
Situată în ecoregiunea continentală, aria protejată nu include niciun habitat protejat.
La baza desemnării sitului se află mai multe specii protejate de  mamifere (2): liliac cârn (Barbastella barbastellus), liliac comun (Myotis myotis).